# 田万里村
田万里村（たまりむら）は、広島県豊田郡にあった村。現在の竹原市の一部にあたる。

## 地理
- 河川：田万里川[1]

## 歴史
- 1889年（明治22年）4月1日、町村制の施行により、豊田郡田万里村が単独で村制施行し、田万里村が発足[1][2]。
- 1955年（昭和30年）3月31日、賀茂郡竹原町、荘野村と合併し、竹原町が存続して廃止された[1][2]。

## 産業
- 農業、養蚕[1]

## 教育
- 1891年（明治24年）田万里尋常小学校開校[1]。1921年（大正10年）田万里尋常高等小学校となる[1]。

## 名所・旧跡
- 田万里鏡田古墳群[1]